# Élections au Parlement de La Rioja
Les élections au Parlement de La Rioja (en espagnol : elecciones al Parlamento de La Rioja) se tiennent tous les quatre ans, afin d'élire les députés au Parlement de La Rioja. Celui-ci se compose, actuellement, de 33 députés.

## Résumé
| Année | Participation | Hémicycle | Parti en tête                   | Parti en tête    | Score   | Sièges  | Président | Président                | Président |
| ----- | ------------- | --------- | ------------------------------- | ---------------- | ------- | ------- | --------- | ------------------------ | --------- |
| 1983  | 70,24 %       |           |                                 | Parti socialiste | 47,55 % | 18 / 35 |           | José María de Miguel     | PSOE      |
| 1987  | 72,50 %       |           |                                 | Parti socialiste | 40,32 % | 14 / 33 |           | Joaquín Espert           | AP        |
| 1987  | 72,50 %       |           | José Ignacio Pérez Sáenz (1990) | Parti socialiste | 40,32 % | 14 / 33 | PSOE      |                          |           |
| 1991  | 68,96 %       |           |                                 | Parti socialiste | 43,08 % | 16 / 33 |           | José Ignacio Pérez Sáenz | PSOE      |
| 1995  | 76,16 %       |           |                                 | Parti populaire  | 50,31 % | 17 / 33 |           | Pedro Sanz               | PP        |
| 1999  | 68,66 %       |           |                                 | Parti populaire  | 52,44 % | 18 / 33 |           | Pedro Sanz               | PP        |
| 2003  | 75,10 %       |           |                                 | Parti populaire  | 49,54 % | 17 / 33 |           | Pedro Sanz               | PP        |
| 2007  | 73,30 %       |           |                                 | Parti populaire  | 49,67 % | 17 / 33 |           | Pedro Sanz               | PP        |
| 2011  | 69,76 %       |           |                                 | Parti populaire  | 53,43 % | 20 / 33 |           | Pedro Sanz               | PP        |
| 2015  | 67,35 %       |           |                                 | Parti populaire  | 39,33 % | 15 / 33 |           | José Ignacio Ceniceros   | PP        |
| 2019  | 65,94 %       |           |                                 | Parti socialiste | 38,67 % | 15 / 33 |           | Concha Andreu            | PSOE      |
| 2023  | 67,79 %       |           |                                 | Parti populaire  | 45,38 % | 17 / 33 |           | Gonzalo Capellán         | PP        |